# Фотоувеличение
«Фотоувеличе́ние» (англ. Blowup, итал. Blow-Up) — фильм-притча Микеланджело Антониони по мотивам рассказа Хулио Кортасара «Слюни дьявола», который был написан под впечатлением от просмотра фильма Альфреда Хичкока «Окно во двор». Это первый англоязычный фильм итальянского кинорежиссёра. «Фотоувеличение» был удостоен «Золотой пальмовой ветви» Каннского кинофестиваля 1967 года, а также номинировался на премию «Оскар» за режиссёрскую и сценарную работы.

## Сюжет
Фильм начинается с показа утреннего распорядка дня молодого и успешного лондонского фотографа — Томаса (в исполнении Д. Хеммингса). Выйдя рано утром из ночлежки, где он, переодевшись бродягой, делал снимки, он возвращается к себе в студию, где его ждут модели для съёмок. Первой он проводит сессию с девушкой (которую играет Верушка, и кадр из этой съёмки размещён на афише фильма). Затем, чтобы убить время, ожидая открытия антикварного магазина, Томас отправляется в близлежащий парк, где делает снимки. Его привлекает одна пара (мужчина и молодая женщина), и он скрытно фотографирует её. Заметив Томаса, женщина (в исполнении Ванессы Редгрейв) начинает преследовать его, пытаясь отобрать фотоаппарат и требуя отдать ей плёнку. Мужчина, тем временем, исчезает.

Джейн и Томас в парке

Женщина, однако, подстерегает его возле дома, и, продолжая требовать плёнку, вызывает у Томаса интерес своей необычной внешностью и аристократичностью манер. Он отдаёт ей другую плёнку под видом настоящей, просит оставить ему телефон и отпускает. Затем проявляет сделанные в парке снимки и, находя некоторые странности, замечает при фотоувеличении, что в кустах за штакетником притаился неизвестный с пистолетом, а на другом снимке — что-то похожее на лежащее в кустах тело. Пытаясь позвонить по номеру, оставленному ему Джейн, он обнаруживает, что такого номера не существует. Вернувшись в парк под вечер, Томас обнаруживает там тело запечатлённого на снимке мужчины: очевидно, он был застрелен сразу после свидания. После поездки в парк Томас возвращается в студию, где обнаруживает, что почти все фотоотпечатки и негативы исчезли. Оставшийся сильно увеличенный снимок, на котором фотограф обнаружил труп, из-за крупного зерна напоминает картину его друга — художника-абстракциониста, и не может быть свидетельством.
Параллельно в фильме разворачивается панорама «свингующего Лондона» 1960-х годов с его гедонистической одержимостью модой, музыкой и молодостью. Недаром рассказ Кортасара был существенно изменён, подчинившись идее Антониони показать тогдашний Лондон, как он представлялся самому режиссёру. Попытки рассказать об убийстве друзьям не имеют успеха, и фотограф сам погружается в ночную жизнь. В заключительной сцене наутро Томас вновь возвращается на место преступления, но тела там не находит. Таким образом, не остаётся никаких доказательств происшедшего.
Проходя по парку, Томас замечает группу мимов (их же мы видели в начале фильма), которые беззвучно изображают игру в теннис. Поборов своё недоумение, он включается в представление — и в кадре становится слышен звук теннисного мячика. А вскоре после этого фигура героя исчезает из кадра, как будто её там и не было, — перед зрителем предстаёт пустой зелёный газон.

## В ролях
- Дэвид Хеммингс — Томас, фотограф
- Ванесса Редгрейв — Джейн
- Сара Майлз — Патриция
- Джон Касл — Билл
- Джейн Биркин — блондинка
- Джиллиан Хиллс — брюнетка
- Питер Боулз — Рон
- Верушка — Верушка
- Джулиан Шагрин — мим
- Клод Шагрин — мим

### Камео
В фильме небольшие роли сыграли различные люди, как известные к 1966 году, так и получившие известность позже. Наиболее известное камео исполнила рок-группа The Yardbirds, которая сыграла песню «Stroll On» в ночном клубе ближе к концу фильма. В то время как Кит Рельф поёт, Джимми Пейдж и Джефф Бек играют на гитарах по обе стороны от него и Криса Дрэя. После того, как гитарный усилитель Джеффа Бека выходит из строя, он начинает крушить его гитарой и затем разбивает гитару в традиции The Who. Изначально Антониони обратился к Эрику Бёрдону, вокалисту The Animals, с предложением сыграть в этой сцене, но Бёрдон ответил отказом. Антониони хотел снять The Who, так как он был в восторге от привычки Пита Таунсенда разбивать гитару после выступления. Гитарист The in Crowd Стив Хау вспоминает: «Мы пришли на съёмочную площадку и начали подготовку к сцене разбивания гитары. Они даже зашли так далеко, что сделали кучу копий Gibson 175 … и затем они заменили нас на The Yardbirds, которые были более известны. Вот почему вы видите Джеффа Бека, разбивающего мою гитару охотнее, чем свою!» Антониони также рассматривал кандидатуру американской группы The Velvet Underground (подписанной в то время отделением MGM Records) на участие в этой сцене, но, согласно заявлению гитариста Стерлинга Моррисона, «затраты на доставку всего сценического антуража в Англию оказались для Антониони слишком велики».
В ночном клубе можно заметить скучающего в толпе Майкла Пейлина, в будущем участника комик-группы Монти Пайтон, а также будущую журналистку Дженет Стрит-Портер, танцующую в полосатых брюках.
На двери в клуб висит плакат, на котором изображено надгробие с эпитафией «Здесь покоится Боб Дилан, скончавшийся в Роял Альберт-холле 27 мая 1966 года, R.I.P.», являющийся отсылкой к знаменитому концерту Боба Дилана в Британии, данному после его перехода с акустического фолка к электрическому рок-саунду, когда кто-то из аудитории крикнул ему «Иуда!». Однако это распространённая ошибка, на самом деле этот случай произошёл в Зале свободной торговли в Манчестере за 10 дней до концерта в Лондонском Альберт-холле. Рядом с ним висит плакат с карикатурой на премьер-министра Великобритании Гарольда Вильсона.

## Места съёмок

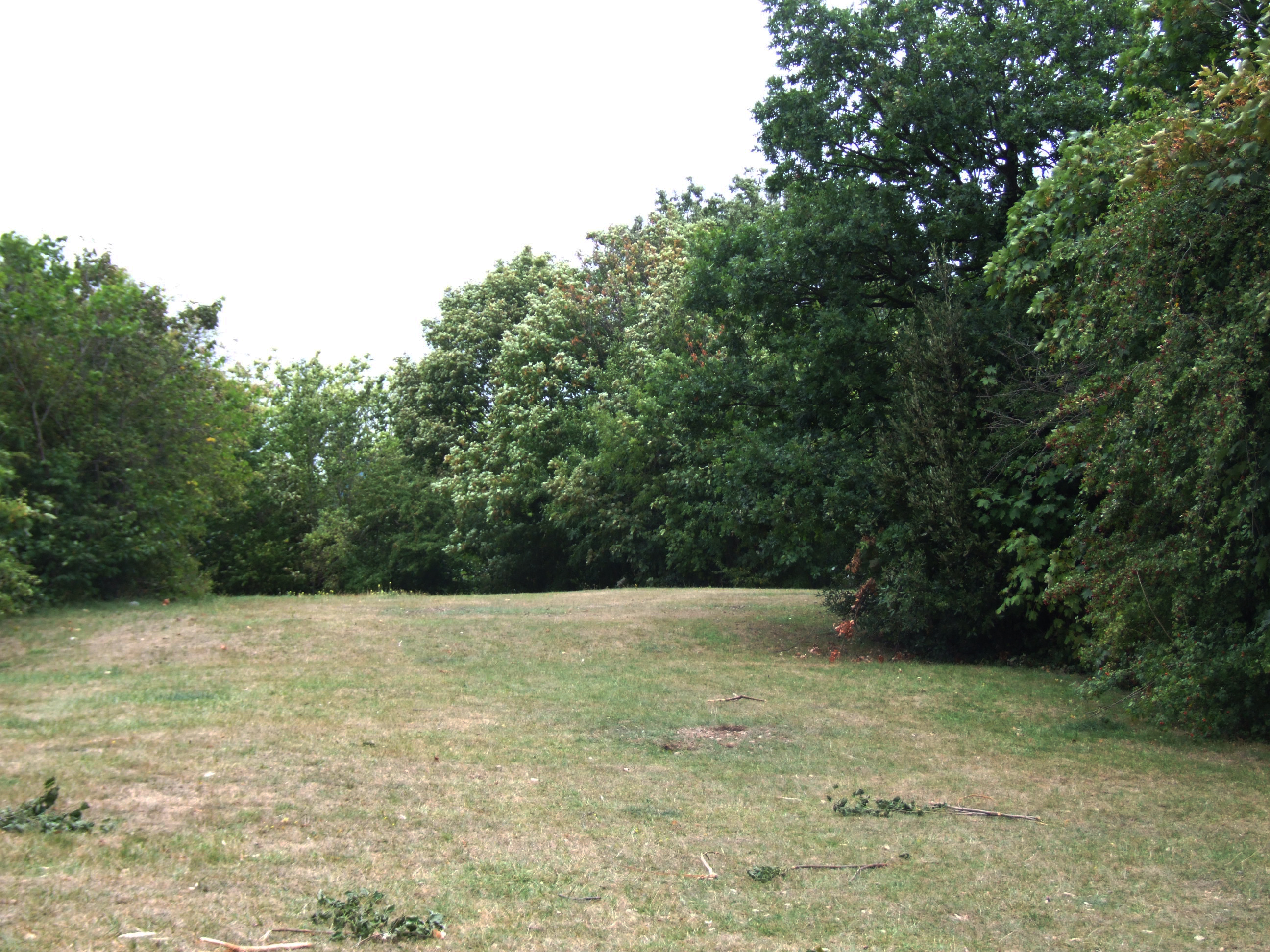
Место преступления — лондонский парк Марион

Открывающая фильм сцена с мимами была снята на площади перед зданием журнала The Economist на улице Пикадилли, построенном в рамках проекта «Новый Брутализм» Элисон и Питера Смитсонов в 1959—1964 годах.
Сцена, в которой бездомные мужчины покидают ночлежку The Spike, была снята на Консорт-роуд в районе Пекхэм. Сцены в парке были сняты в парке Марион, расположенном на юго-востоке Лондона в районе Чарльтон. Улица с красными домами, мимо которых проезжает герой Хэммингса, расположена на Стокуэлл-роуд, а дома и магазины в них принадлежат мотоциклетной компании Pride & Clarke.
Сцена, в которой Хэммингс из своей машины замечает таинственную женщину и следует за ней, была снята на Риджент-стрит. Он останавливается на Хеддон-стрит, на которой позднее был сфотографирован Дэвид Боуи для обложки альбома Ziggy Stardust.
Экстерьером студии Хэммингса послужили здания 77 на Поттери-лейн, W11 и 39 на Принцес-плейс, W11. Фотограф Джон Коуэн сдал свою студию, расположенную на Принцес-плейс, дом 39, Антониони в аренду для съёмок как снаружи, так и внутри, поэтому показанные в фильме фотографии, висящие на стенах студии, на самом деле принадлежат Коуэну.
Экстерьер для сцены вечеринки был снят снаружи здания 100 на Чейн-уолк, в районе Челси. Интерьер же был снят в апартаментах лондонского торговца антиквариатом Кристофера Гиббса.

## Использование в поп-культуре
Фильм оказал влияние на картину Брайана Де Пальмы «Прокол» (1981) с Джоном Траволтой в роли звукорежиссёра, непреднамеренно записавшего убийство в Филадельфийском парке. Английское название «Прокола» (Blow Out) созвучно с «Фотоувеличением» (Blowup). Во время написания сценария к триллеру «Разговор» (1974), также о звукозаписи, Фрэнсис Форд Коппола был под влиянием от «Фотоувеличения». Об этом он рассказывает в комментарии к изданию фильма на DVD.
В комедии Мела Брукса «Страх высоты» есть незначительная сюжетная линия, в которой неуклюжий шофёр получает фотографию убийцы (надевшего на лицо латексную маску персонажа Брукса), застрелившего в упор какого-то человека. Он увеличивает фотографию до тех пор, пока не видит настоящего персонажа Брукса, стоящего на эскалаторе на дальнем плане. Технически, шофёр не увеличивает фотографию.
Фильм Антониони послужил вдохновением для болливудского фильма «Jaane Bhi Do Yaaron» (1983), в котором двое фотографов непреднамеренно засняли убийство бомбейского муниципального комиссара и обнаружили это после увеличения снимков. Парк, в котором произошло убийство, называется «Парк Антониони».
В фильме «Остин Пауэрс: Международный человек-загадка» (1997), а также в его сиквеле «Остин Пауэрс: Шпион, который меня соблазнил» (1999), пародируется фотосессия Верушки.
В романтической комедии «Я никогда не буду твоей» (2007) есть сцена, в которой герой Пола Радда фотографирует лежащую героиню Мишель Пфайффер сверху вниз, так же, как герой Хэммингса — Верушку.
Матьё Сейлер утверждает, что его фильм «В ожидании настоящей любви» снят под прямым влиянием стилистики «Фотоувеличения».
Британский певец Сил в оригинальном видеоклипе на «Kiss from a Rose» (1994) воспроизводит сцены из фильма с двумя девушками и фотосессией Верушки. Американская певица Амери взяла фильм за основу для своего клипа «Take Control» (2007).

## Признание и награды
| Год  | Премия                  | Категория                                                                   | Лауреаты и номинанты                             | Результаты |
| ---- | ----------------------- | --------------------------------------------------------------------------- | ------------------------------------------------ | ---------- |
| 1967 | Каннский кинофестиваль  | Золотая пальмовая ветвь                                                     | Микеланджело Антониони                           | Победа     |
| 1967 | Премия «Оскар»          | Премия «Оскар» за лучшую режиссуру                                          | Микеланджело Антониони                           | Номинация  |
| 1967 | Премия «Оскар»          | Премия «Оскар» за лучший оригинальный сценарий                              | Микеланджело Антониони Эдвард Бонд Тонино Гуэрра | Номинация  |
| 1967 | Премия «Золотой глобус» | Лучший иностранный фильм на английском языке                                | Микеланджело Антониони                           | Номинация  |
| 1968 | Премия BAFTA            | Лучший британский фильм                                                     | Микеланджело Антониони                           | Номинация  |
| 1968 | Премия BAFTA            | Лучшая работа кинооператора для британского фильма (Цветной фильм)          | Карло Ди Пальма                                  | Номинация  |
| 1968 | Премия BAFTA            | Лучшая работа художника-постановщика для британского фильма (Цветной фильм) | Эсшетон Гортон                                   | Номинация  |